# Ingegerd Olofsdotter
Ingegerd Olfosdotter (Svezia, 1001 – Russia, 10 febbraio 1050) conosciuta anche con il nome di Irene o Anna di Kiev fu una principessa svedese, figlia di Olof III di Svezia ed Estrid degli Obotriti, gran principessa di Kiev come moglie di Jaroslav I di Kiev.

## Biografia
Ingegerd nacque in Svezia nel 1001 da Olof III di Svezia ed Estrid degli Obotriti. Inizialmente venne fatta fidanzare con Olaf II di Norvegia, ma quando i due paesi divennero, di fatto, un unico dominio Olof non permise a che il matrimonio avesse luogo. Olaf II sposò poi la sorellastra di Ingigerda, Astrid. Suo padre arrangiò quindi velocemente le nozze di Ingegerd con Jaroslav I di Kiev che ebbero luogo nel 1019. Ingegerd era la seconda moglie di Jaroslav, poiché la prima moglie del principe russo nel 1018 fu catturata dal re polacco Boleslao e, insieme alle sorelle di lui, fu definitivamente portata in Polonia. Presumibilmente fu la prima moglie a dare alla luce il figlio di Jaroslav, Ilya, che morì durante l'infanzia.
Una volta giunta a Kiev Ingegerd abbracciò il rito orientale e cambiò il proprio nome nel greco Irene. Secondo le "Saghe su Olaf il Santo" di Snorri Sturluson, le venne data in dote per le nozze la cittadina di Staraja Ladoga, con le terre adiacenti; la regione divenne poi nota come Ingria, probabilmente una corruzione di Ingegerd. A governare al suo posto mise un cugino del padre, lo jarl Ragnvald Ulfsson.
Ingegerd probabilmente ha avuto un ruolo significativo nella politica e negli affari del governo di suo marito. La saga di Eymund ci informa che Jaroslav la mandò a guidare l'esercito da lui inviato contro Brjačislav e che ella fece da intermediatrice tra questi e il marito. Secondo la saga Eymund giudicava Ingigerda più intelligente del marito.
Ingegerd ha avuto una grande influenza sulle relazioni della Russia con i paesi del Nord Europa.
La Granduchessa fondò il primo monastero femminile a Kiev nel nome della sua patrona santa Irene e, secondo l'usanza di quel tempo, non solo si prese cura del monastero, ma lo gestì.
A Ingegerd si deve l'inizio della costruzione della Cattedrale di Santa Sofia, poi portata avanti dal marito, così come l'avvio della costruzione di un'altra cattedrale, sempre dedicata santa Sofia a Novgorod.
Secondo una prima tradizione morì il 10 febbraio 1050 e venne sepolta a Novgorod nella cattedrale da lei voluta.
Un'altra tradizione vuole che, rimasta vedova nel 1054, nei suoi ultimi anni Ingegerd si sia tagliata i capelli e sia entrata in un convento prendendo i voti religiosi con il nome di Anna. Sarebbe morta a Novgorod il 10 febbraio 1056.
Poco dopo la morte venne dichiarata santa e fra le motivazioni v'è anche la costruzione delle due chiese da lei volute oltre che per aver diffuso il cristianesimo nel suo paese d'adozione.

## Famiglia
Ingegerd e Jaroslav insieme ebbero:
- Elisabetta di Kiev
- Anastasia di Kiev
- Anna di Kiev
- Agata di Kiev
- Vladimir II di Novgorod
- Izjaslav I di Kiev
- Svjatoslav II di Kiev
- Vsevolod di Kiev
- Igor Jaroslavič (1036-1060)

## Ascendenza
|                       |   |                        | Genitori             |  |  | Nonni |  |  | Bisnonni            |  |  | Trisnonni      |  |
|                       |   |                        |                      |  |  |       |  |  | Björn III di Svezia |  |  | Erik Anundsson |  |
|                       |   |                        |                      |  |  |       |  |  | Björn III di Svezia |  |  | Erik Anundsson |  |
|                       |   | …                      |                      |  |  |       |  |  | Björn III di Svezia |  |  |                |  |
| Eric il Vittorioso    |   |                        |                      |  |  |       |  |  | Björn III di Svezia |  |  |                |  |
|                       |   | …                      | …                    |  |  |       |  |  |                     |  |  |                |  |
|                       |   | …                      | …                    |  |  |       |  |  |                     |  |  |                |  |
|                       |   | …                      | …                    |  |  |       |  |  |                     |  |  |                |  |
| Olof III di Svezia    |   | …                      |                      |  |  |       |  |  |                     |  |  |                |  |
|                       |   | Miecislao I di Polonia | Siemomysł            |  |  |       |  |  |                     |  |  |                |  |
|                       |   | Miecislao I di Polonia | Siemomysł            |  |  |       |  |  |                     |  |  |                |  |
|                       |   | Miecislao I di Polonia | …                    |  |  |       |  |  |                     |  |  |                |  |
| Sigrid la Superba     |   | Miecislao I di Polonia |                      |  |  |       |  |  |                     |  |  |                |  |
|                       |   | Dubrawka               | Boleslao I di Boemia |  |  |       |  |  |                     |  |  |                |  |
|                       |   | Dubrawka               | Boleslao I di Boemia |  |  |       |  |  |                     |  |  |                |  |
|                       |   | Dubrawka               | Biagota              |  |  |       |  |  |                     |  |  |                |  |
| Ingegerd Olofsdotter  |   | Dubrawka               |                      |  |  |       |  |  |                     |  |  |                |  |
|                       | … | …                      |                      |  |  |       |  |  |                     |  |  |                |  |
|                       | … | …                      |                      |  |  |       |  |  |                     |  |  |                |  |
|                       | … | …                      |                      |  |  |       |  |  |                     |  |  |                |  |
| …                     | … |                        |                      |  |  |       |  |  |                     |  |  |                |  |
|                       |   | …                      | …                    |  |  |       |  |  |                     |  |  |                |  |
|                       |   | …                      | …                    |  |  |       |  |  |                     |  |  |                |  |
|                       |   | …                      | …                    |  |  |       |  |  |                     |  |  |                |  |
| Estrid degli Obotriti |   | …                      |                      |  |  |       |  |  |                     |  |  |                |  |
|                       |   | …                      | …                    |  |  |       |  |  |                     |  |  |                |  |
|                       |   | …                      | …                    |  |  |       |  |  |                     |  |  |                |  |
|                       |   | …                      | …                    |  |  |       |  |  |                     |  |  |                |  |
| …                     |   | …                      |                      |  |  |       |  |  |                     |  |  |                |  |
|                       |   | …                      | …                    |  |  |       |  |  |                     |  |  |                |  |
|                       |   | …                      | …                    |  |  |       |  |  |                     |  |  |                |  |
|                       |   | …                      | …                    |  |  |       |  |  |                     |  |  |                |  |
|                       |   | …                      |                      |  |  |       |  |  |                     |  |  |                |  |